# 배틀필드 2042
배틀필드 2042(Battlefield 2042)는 EA 디지털 일루션스 CE에서 개발하고 일렉트로닉 아츠에서 2021년 11월 19일 배급 및 출시한 배틀필드 시리즈 게임이다. 시리즈 이전작들과 마찬가지로 멀티플레이 위주의 1인칭 슈팅 게임을 지향하고 있으며, 시간적 배경은 제목대로 2042년의 가까운 미래다. 공개 트레일러에서 대한민국 인천 송도 배경의 맵이 등장하여 화제가 되었다.